# ジーザス (ゲーム)
- JESUS
- J・E・S・U・S

『ジーザス』シリーズとは、エニックス（現・スクウェア・エニックス）より発売されたSFの21世紀後半を舞台としたアドベンチャーゲームである。当時としては斬新な映画的手法を取り入れており、音楽はすぎやまこういちが手がけている。すぎやまの作曲したテーマ曲「蒼い無限」には歌詞もついている。PC版『ジーザス』が発表された後に、ファミリーコンピュータ（以下FC版）へ移植され、さらにPC版発売から4年後に続編の『ジーザス2』が制作された。

## ジーザス
『ジーザス』（英語表記『JESUS』）は、コマンド選択型アドベンチャーゲームの初期作品であり、映画の手法を取り入れたと言われる。舞台設定や展開など当時絶大な人気を博した『エイリアンシリーズ』の影響がうかがえる。なお、本作はハレー彗星の有人観測船を舞台とした作品だが、本作が発売された前年の1986年はハレー彗星が地球に接近した他、無人探査機による探査も行われた。

### ゲーム内容
操作は基本的にコマンド選択型のアドベンチャーゲームだが、ゲーム途中に、ミニゲームが幾つか挿入されている。いずれもストーリーに関連があるものの、クリアしなくても先に進める物（芸夢狂人作の「スペース・マウス」）と、ミニゲームをクリアしないと先に進めない物がある。なお、音楽が最終的な敵との戦闘で重要な役割を果たしている。

### あらすじ
2061年、ハレー彗星の地球接近に伴い、世界中の研究者がハレー調査計画のため、宇宙ステーションジーザスに集結した。目的は、ハレー彗星の尾のガスを採取し、地球の生命のルーツを調査することである。まず、探査船1号機コメット、次いで2号機ころなが調査のためジーザスを出発した。コメットはガス採取に成功したものの、直後に突然交信が途絶えた。主人公である武麻速雄は、連絡を取るため、単身で快速艇いなずまに乗り、コメットに向かった。
コメットに乗り込んだ速雄は、死亡したコメット乗組員を発見した。船内を調査した速雄は、凶悪な地球外生命体に出くわしたものの、唯一の生存者エリーヌと共に辛うじてコメットを脱出し、ころなに帰還した。しかし、ころなに帰還した2人を待ち受けていたのは……

### 主要登場人物
武麻速雄（むそう はやお）
主人公。日本・東京出身の18歳。探査船ころなのパイロット。銀河戦士養成学校の訓練生で、成績はトップクラス。ゲームが得意。
エリーヌ・シュレマン
コメット乗組員。フランス系。パリ出身の17歳。血液型はB型（FC版のみ）。14歳でソルボンヌ大学理学部数学課に入学した天才的な数学者。楽器の演奏、作曲もこなす。速雄のガールフレンド。消息を絶ったコメットの唯一の生存者。
FOJY（ふぉじー）
人工知能を搭載しており、速雄のパートナーとして、速雄に様々なアドバイスをする。PC版とFC版では出自と設定が異なり（後述）、「ふぉじー」という呼び方はFC版が初出である。電池が切れると一切動けなくなるため、時々、充電器まで運んで充電する必要がある。名前はエニックス（ENIX）のアルファベットを1文字ずつ後ろにずらしたもの。
イワン・ミラコフ
ころなキャプテン。ソビエト連邦（現在はウクライナ）キエフ（キーウ）出身の31歳。元銀河戦士で、銀河戦士養成所で臨時講師を務めたことがある。速雄はその時の教え子で、彼を乗員に推薦した。
ウィルヘルム・ハイラー
コメットキャプテン。ドイツ系。ライプツィヒ出身の33歳。フンボルト大学出身で元宇宙船パイロット。
朱芳花（しゅ ほうか）
ころな副キャプテン。中国の西安出身の医者、27歳。日本に留学経験がある。大人の雰囲気を醸し出し、速雄にベッドマナーを教えようと誘惑する（FC版にはその会話は無い）。
アンドレイ・ベリーニ
コメット副キャプテン。イタリア系。ジェノバ出身の29歳。数学、論理学、コンピューター理論、情報工学の専門家。フランスに留学中、エリーヌと知り合う。
ロジャー・カーゾン
ころな乗組員。アメリカ、ヒューストン出身の21歳。ハーバード大学出身の生物学者。
ガルシア・バルカス
コメット乗組員。ブラジル系。サンパウロ出身の24歳。血液型B型。ハンバーガー好きの肥満体。アメリカに星間物質学を学ぶため留学する。一般選抜枠で奇跡的に選抜される。速雄とのゲーム勝負に負け、罰として無茶食いさせられることも。速雄がコメットを調査した際、最初に死体として発見される。
ナハス・アリ
ハレー調査計画総司令官。エジプト系。カイロ出身の48歳。平和運動家として知られる。

### 他機種版
本作はファミリーコンピュータ版として『ジーザス 恐怖のバイオ・モンスター』も制作されたものの、開発元のエニックスではなく、キングレコードから発売された。登場キャラクターの設定は、ほぼオリジナルと同じだが、FOJYのグラフィックが、無機質な姿からコミカルな姿に変更された（後述）。なお、シナリオの展開及び台詞には若干の変更が加えられ（例:シナリオ後半で一緒に行動するパートナーはPC版では選べるがファミコン版ではエリーヌ固定）、ファミコンユーザー向けという年齢層の都合上、幾つかあったアダルトタッチなグラフィックやシーンが変更、削除された。また、PC版は選択肢次第でゲームオーバーになる箇所が存在したのに、ゲームオーバーになることが無くなった。さらに、PC版ではクリアすることが必須だったミニゲームも含めて、PC版に収録されていた数々のミニゲーム・パズルが削除された。

### 評価
ファミリーコンピュータ版
ゲーム誌『ファミコン通信』の「クロスレビュー」では合計28点（満40点）、『ファミリーコンピュータMagazine』の読者投票による「ゲーム通信簿」での評価は、22.34点（満30点）だった。また、同雑誌1991年5月10日号特別付録の「ファミコンロムカセット オールカタログ」では「大人気だったパソコンゲームの移植でストーリーも音楽もすごくいいぞ。アニメーション処理もありエンディングまでいけばきっと感動するぞ」と紹介された。
| 項目 | キャラクタ | 音楽 | お買得度 | 操作性 | 熱中度 | オリジナリティ | 総合  |
| 得点 | 4.10       | 4.17 | 3.45     | 3.49   | 3.65   | 3.48           | 22.34 |

## ジーザス2
前作『ジーザス』の続編として、その後を描いた『ジーザス2』（英語表記『JESUSII』）が制作された。しかし、後述の事情などもあり、制作期間が伸び、発売は前作の4年後の1991年だった。また、PC-8801、PC-9801、及びX68000とPCでの発表のみで、コンシューマ機への移植が行われなかったため、コンシューマのゲーム・ユーザーにはあまり存在を知られていない。

### ゲーム内容
本作のグラフィックは初期PC-8801の同時発色可能数である黒を含めたデジタル8色で表現されており、PC-9801とX68000版でも基本的に同じグラフィックを使用している。シナリオ面について、ゲームオーバーが発生する箇所は無く、コマンド選択によってフラグを立てて行けば、必ず最後にはエンディングに到達できる。前作のようにクリアに必要なミニゲームや推理問題は無い。したがってサウンドノベルに近く、制作者の側もゲームのみならず映像作品として意識している旨が、説明書に掲載されている制作者同士の対談の中で明確に述べられている。物語後半ではタイトル通り、JESUSを舞台として話が展開するものの、前作のコメットの様にJESUS内部を歩き回るシーンはない。

#### 前作との相違
エイリアン（ハレー彗星のモンスター）は前作と特徴が異なる。直接攻撃以外にも胞子となってヒトに取り付く能力を有している。モンスターに殺害されると被害者は突然死した後にグロテスクな変身をとげるが、それ以外にも標的としたヒトをすぐには殺さず、融合して操作する場合もある。目前の生物を機械的に殺戮していた前作時点でのエイリアン（ハレー彗星のモンスター）から、戦略的な進化が見られる反面、肉体的には弱体化しており、銃器類等による直接攻撃が有効に変わった。したがって前作のように、未知の生物対ヒトの戦いと言うよりも、登場人物の中で誰が取り付かれた者なのかを推理する事が重要である。また、登場人物の側にもエイリアン（ハレー彗星のモンスター）を利用しようとする陰謀が存在し、初期の登場人物全員が怪しい事から、推理小説の要素が強い。最後にはエイリアン（ハレー彗星のモンスター）の本来の目的も明かされる。ただし前述のように、そうした推理が出来ないと前に進めなかったり展開が変わるわけではない（前作ではエイリアンの狙いと弱点を推理することもクリア条件であった）。
前作では音楽が重要な鍵であったのに対し、本作ではフロッピーディスクの色が重要な要素として関係する。作中には5色のディスクが登場し、ゲームの媒体もそれと同じ色の5インチフロッピーディスク5枚で構成されている。ディスクを使用する場面では、指定された色のフロッピーディスクを抜き差しすることが要求される。これをコピープロテクトと見る向きもある。なお、直接の関係は無いが、本作の主人公の名前は「五色」和也であり、前作とは主人公が違う。前作と共通の登場キャラクターはナハス・アリ、速雄、FOJYのみである。また、JESUSのコンピューターシステムを設計したアンドレイ・ベリーニについては間接的に言及される。それ以外の人物もごく僅かではあるが名前のみ登場する。

### あらすじ
前作の事件から4年後、地球の地中海からストーリーは始まる。
前作の事件は、政府による巧妙なマスコミ操作により、事故と報じられ、エイリアン（ハレー彗星からのモンスター）侵入の事実は伏せられていた。前作ではコメット号からエイリアン（ハレー彗星のモンスター）を閉じ込めたコンテナが切り離され宇宙空間に放出された。そのコンテナが地球に落下する。地中海を航行中であった客船カリスト号はそのコンテナの落下に遭遇し、コンテナを引き上げた。同船に主人公・五色和也は親友の佐伯真治と共に、モナコで開催予定のビーグル3WDのレースに出場する為に乗船していた。コンテナ落下の衝撃で気絶し、目覚めた彼がデッキに行くと、死亡した船員を発見した。主人公達はやがてエイリアンを巡る巨大な陰謀に巻き込まれてゆく。

### 登場人物

#### カリスト号乗員
五色和也（ごしき かずや）
本作の主人公。日本出身。22歳。真治と組んでビーグル3WDのレースに出場予定のメカニック。
5日後のレース出場の為モナコに向かうカリスト号に（船賃を値切るため倉庫に）乗船している時に事件に巻き込まれる。
かつてはドライバーでもあったが成績は今一つ。武麻速雄とは以前在籍していた軍隊では同期であった。射撃は上手くない。
佐伯真治（さえき しんじ）
和也の相棒で担当はメインドライバー。日本出身。22歳。和也と共にレースに出場する為にカリスト号に乗船していた。
実際は牧原コンツェルンの長男なのだが、父と衝突したことが原因で家出をした経緯がある。
牧原麻世（まきはら まよ）
物語前半のヒロイン。日本出身。17歳。カリスト号の乗客で、牧原コンツェルンの令嬢。真治とは血縁関係のある兄妹で、家出をした兄に再会するためにカリスト号に乗船した。
ファーナ・アトキンス
カリスト号の乗客で自称デザイナーの女性。128ビットパソコンを使用している。リヒテンシュタインのコンベンションに向かうため、カリスト号に乗船した。
三井賢治（みつい けんじ）
カリスト号の乗客で医師。日本出身。43歳。休暇をモナコで過ごすため、カリスト号に乗船した。
エンドール・イアルテ
カリスト号の甲板員。メキシコ出身。43歳。アロハシャツを着る巨漢で、登場する時は場違いに陽気な音楽（「船上のハワイアン」）が流れる。
コンテナ引き上げには不審なものを感じていた。
経歴に謎が多い点は他の登場人物と同様だが、憎めない性格で後に（初対面の筈の）クスコに勝手に「大将」「相棒」呼ばわりされる。
食事が提供される限りは大人しくなる単純な性格である一方、数々の異常事態に遭遇しても一切動じずに鋭い洞察力を発揮する。
ジム・パウエル
カリスト号の船長。イングランド出身。54歳。宇宙から落下してきたコンテナを船に収容し、惨事を引き起こす。
仙蔭瑛（せん いねい）
カリスト号の航海士。中国出身。28歳。2年目の若手。世界中の船を転々としている。
松山徳蔵（まつやま とくぞう）
カリスト号の機関長。日本出身。58歳。頑固で融通が利かない性格で、和也の話を一切聞いてくれない。

#### 銀河連邦軍
武麻速雄（むそう はやお）
銀河連邦軍中尉（前作の「銀河戦士」という呼称は出てこない）。前作の主人公で、作品中の登場人物では以前にエイリアン（ハレー彗星のモンスター）と直に対峙した経験を持つ唯一の人物。前作の事件以後、エイリアンの再侵入に備えてナハス・アリ司令官直属第18遊撃小隊の指揮官となる。通信のスペシャリストであり、カリスト号からのSOSをキャッチした。前作の事件の影響からか、精悍になっていて軍人らしい雰囲気に変わっている。
テレーズ・メルシコワ
物語後半のヒロイン。第18遊撃小隊准尉で、通信担当。かつてはベリーニの婚約者だった。
デヴィス・ボーン
第18遊撃小隊少尉。大型砲も扱える射撃手。元ロサンゼルス市警警部。
クスコ・バーニンガム
第18遊撃小隊軍曹。メカニック、衛生兵、大型ヘリの操縦と何でもこなす。本人は万年軍曹を誇りにしている。
アーノルド・ノーマン
第18遊撃小隊軍医。
ナハス・アリ
JESUS司令官。ハーバード大を首席で卒業。取扱説明書にJESUSが就役した時のスピーチが掲載されている。前作より遥かに出番が多い。
ディック・J・ヴァンガー
某超大国からある任務を帯びて宇宙戦艦ゴリアテを率いてJESUSのいる宙域まで進出してくる。

### 開発の経緯
本作品は、開発中にシナリオ担当の雅孝司がエニックスと対立して降板した。その際に雅は、完成していたシナリオを引き上げてしまい、本作開発中に、このシナリオを元にした『プロンティス』という作品がビクター音楽産業より発売された。両作品はプロットが似通っており、音楽も一部同じものが使われている。既に本作の制作開始をゲーム誌で発表し広告を打つなどの広報活動を行っていた上、雅のシナリオを元に原画・グラフィック担当の眞島真太郎が作業を開始していたため、エニックスではアップした原画は極力活かす方向を模索した。結局、六月十三を後任のシナリオライターに据え、一部設定を変更の上で制作を続行したという逸話が残っている。
このため開発当初に雑誌で紹介された内容と発売された作品とでは、キャラクター設定などに一部異なる部分があり、主人公は初期設定でレーサーだったため、作中ではメカニックマンであると語られているものの、格好がどう見てもレーサーに見えるなど描写に不整合が見られる。
また、本作が制作された時代よりも前、1本のゲームの制作を、制作チームではなく、ほとんど1人の手によって行われていた時代に『I/O』への投稿で高い知名度を誇っていた芸夢狂人（鈴木孝成）も、本作のプログラマーとして参加したが「1人でなく複数で作ると、相手が完成していなければこちらが進められず、1人で作るより大変だった」と語っており、この後ゲームで収入を得る仕事からは撤退した。
なお、当時のパソコン雑誌の記事によれば、本作のアニメ化の話もあったという。

### スタッフ
- プロデューサー：丸山茂樹
- ディレクター：鈴木孝成
- ストーリー：六月十三
- メイン・プログラム：竹内信和
- メイン・プログラム（X68000）：大田黒鉄也
- 入力構成：横倉廣
- 技術サポート：日高徹
- CG・美術：眞島真太郎
- デザインワーク：STUDIO M'S
- 作画協力：吉田英博
- アートワーク：松井和夫
- パッケージ原画：眞島真太郎
- ポスター・イラスト：藤臣宗光
- アニメーション・デザイン：栗本和博
- セルワーク：G・CAP
- 作曲：すぎやまこういち
- サウンド：田口泰宏
- 協力：株式会社イース

## 登場するメカ
JESUS
研究・宇宙開発のベースとして衛星軌道上に建造された、地上2万 kmに浮かぶスカイラブ。ハレー調査船はここを母港として出発した。極超短波から重力波通信まであらゆる通信機材を搭載し、また世界に3台しかない最高性能のスーパーコンピューターが搭載されている。コンピューターシステムはハレー調査隊の一員であるアンドレイ・ベリーニが設計した。名称は「Julius Experiment Strato United System」の略称。
FOJY
同名、同ポジションのキャラクターだが、作品によって設定が著しく異なる。
速雄に合わせて設計された人工知能が搭載されたレシーバー（頭に被る様なデザインに見える）であり、自律的に行動せず速雄に助言を与えるのみである。時々充電が必要であり、電力が無くなると黙るが、ある時点から口調がかなり乱暴になる（PC版『ジーザス』）。
エリーヌ所有のウサギに似た可愛らしいマスコットのロボットで、ある時点から速雄と行動を共にする。助言の他、自律行動も可能で、なおかつ前述のFOJYのように定期的な充電を必要としない（充電自体は可能だが）。速雄が行けない場所にも調査に向かう、もしくは窮地を救うこともあり、PC版に比べると、遙かに高性能かつ、口調も穏やかで、どこか子供っぽい（ツッコミ癖は変わらないが）。しかし何故か、エンディングの時だけPC版『ジーザス』と同じ皮肉っぽい口調に戻る（FC版『ジーザス』）。
FC版のデザインを踏襲したコムロイド（ロボットと呼ぶと怒る）として登場し、前作より改良されている。口調は前2作と比べるとかなり丁寧であり、論理推論で主人公に助言を与える。速雄から五色和也の傍から離れず、助ける（あるいは監視する）よう命じられている（『ジーザス2』）。

### 1作目のジーザスのみ登場
コメット
ハレー彗星探査船1号機。PC版では6階構造だがFC版では4階＋エアロックの構造。
シリウス
コメットに搭載された快速艇。
ころな
ハレー彗星探査船2号機。平面的双胴構造。
いなづま
ころなに搭載された快速艇

### ジーザス2のみ登場
ビーグル3WD
レース用の3輪バイク。五色和裁が整備した物は、サスペンションが柔らかい。
大型ヘリ
輸送、対地攻撃とこなせる大型ヘリ。速雄のチームが使用した。
GJ（グリーン・ジャケット）
JESUS内の内部防衛システムの要。ガトリングガンを装備した全自動制御の4足歩行ロボット。
ゴリアテ
この当時にも超大国に残っていた大艦巨砲主義が生み出した宇宙戦艦。

## 関連作品

### サウンドトラック
- パソコン・ミュージック ジーザス・ガンダーラ・ウイングマン2（アポロン音楽工業・コンピュージックレーベル、1987年6月21日）
  - PC版『ジーザス』のサウンドトラック。
- エニックス・ゲーム・ミュージック（アルファレコード・G.M.O.レーベル、1987年10月25日）
  - PC版『ジーザス』のサウンドトラック。
- すぎやまこういち ゲーム音楽作品集（アポロン・コンピュージックレーベル、1991年11月21日）
  - PC版『ジーザス』、『ジーザス2』の曲4曲を含むサウンドトラック。
- ミュージック・フロム・ジーザス 恐怖のバイオ・モンスター（キングレコード、1989年5月5日）
  - FC版ジーザスのサウンドトラック。

### ゲームブック
- ゲームブック ジーザス ハレー2061・謎の妖星獣（バイオモンスター）（エニックス）
  - 出版事業を興して間もない時期のエニックスが、ファミコン版のリリースに合わせてエニックス文庫から発売したゲームブック。
  - 著者はあかほりさとるで、これがあかほりの商業デビュー作である。ゲーム構成という肩書きで、雅孝司の名前もクレジットされている。挿絵は武半慎吾が担当した。
  - ファミコン版ではカットされてしまった、アダルトテイストな描写も、申し訳程度ではあるものの、盛り込まれている。モンスターの出自やモンスターを倒す方法などで、ゲームブック独自の設定を採用している。